# Hyundai Matrix
Hyundai Matrix (укр. Хьонде Матрікс) - субкомпактвен корейської компанії Hyundai Motor Company. У Японії, Південній Кореї і Тайвані продавався як Hyundai Lavita, в Австралії як Hyundai Elantra Lavita, в Малайзії як Inokom Matrix.

## Опис

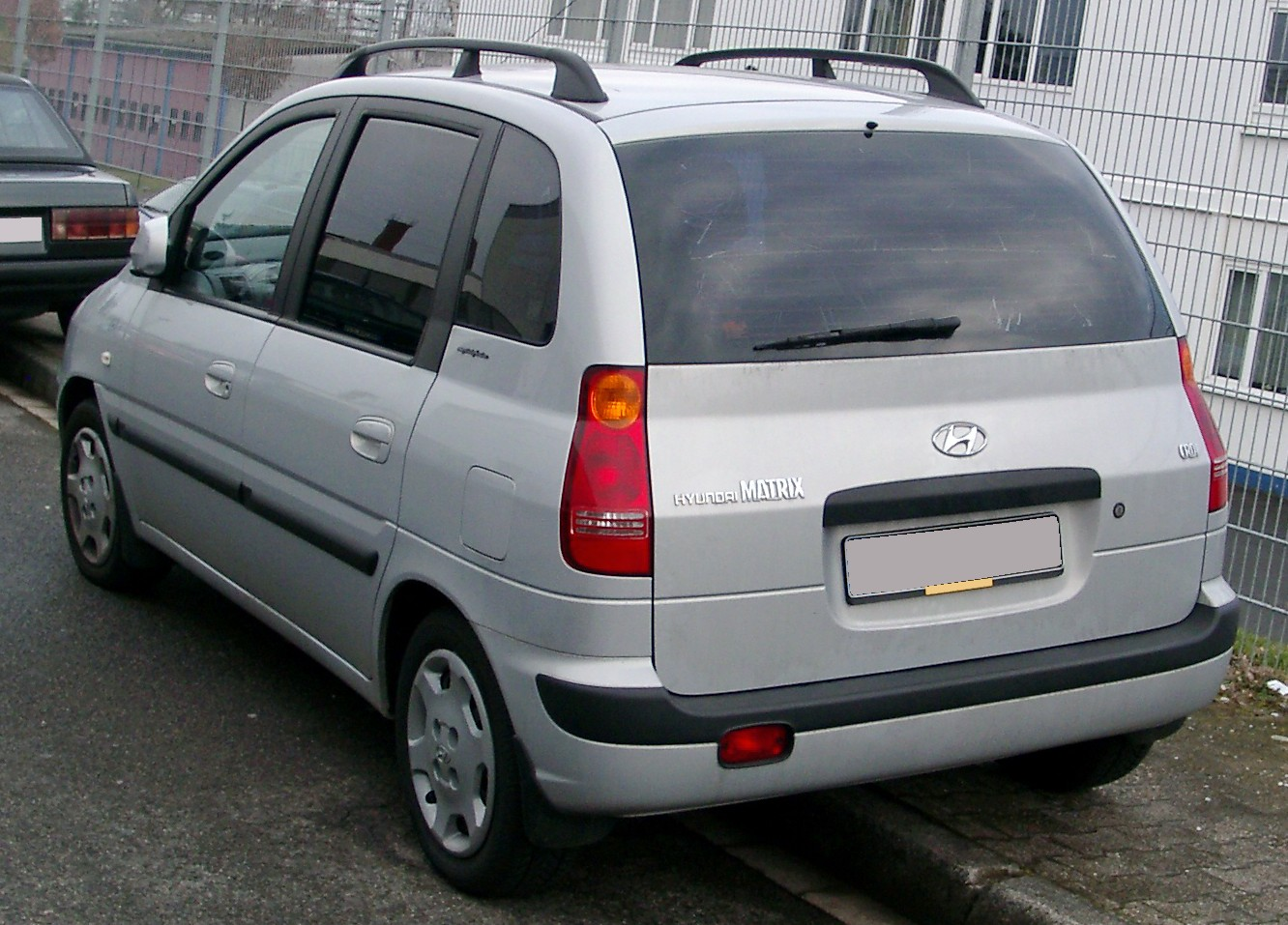
Hyundai Matrix (2001-2005)

У квітні 2001 року на Auto Mobil International у Лейпцигу був представлений автомобіль з кодовою назвою FC (Family Concept). Він був розроблений у Туреччині для Європи. Дизайн автомобіля був розроблений італійською фірмою Pininfarina.
Інтер'єр з п'ятьма місцями має складані спинки сидінь, які можна рухати і регулювати їхній кут нахилу.
Єдиний доступний рівень обладнання GLS стандартно поставляється з чотирма подушками безпеки, ABS з електронним розподілом гальмівного зусилля, натяжителями ременів і регульовані по висоті задні підголівники. На момент запуску в серпні 2001 року Matrix має два бензинових двигуна і з вересня 2001 року також дизель.
У 2003 році була представлена спеціальна версія 1.6 GLS Edition+, в якій також були присутні кондиціонер, бортовий комп'ютер, дистанційне блокування дверей, 15-дюймові легкосплавні диски і фарба «металік».
Восени 2005 року був представлений рестайлінговий варіант. Була змінена решітка радіатора, передній бампер і задні ліхтарі. Також старий дизельний двигун з 3-ма циліндрами був замінений на новий 4-циліндровий двигун потужністю 102 к.с.

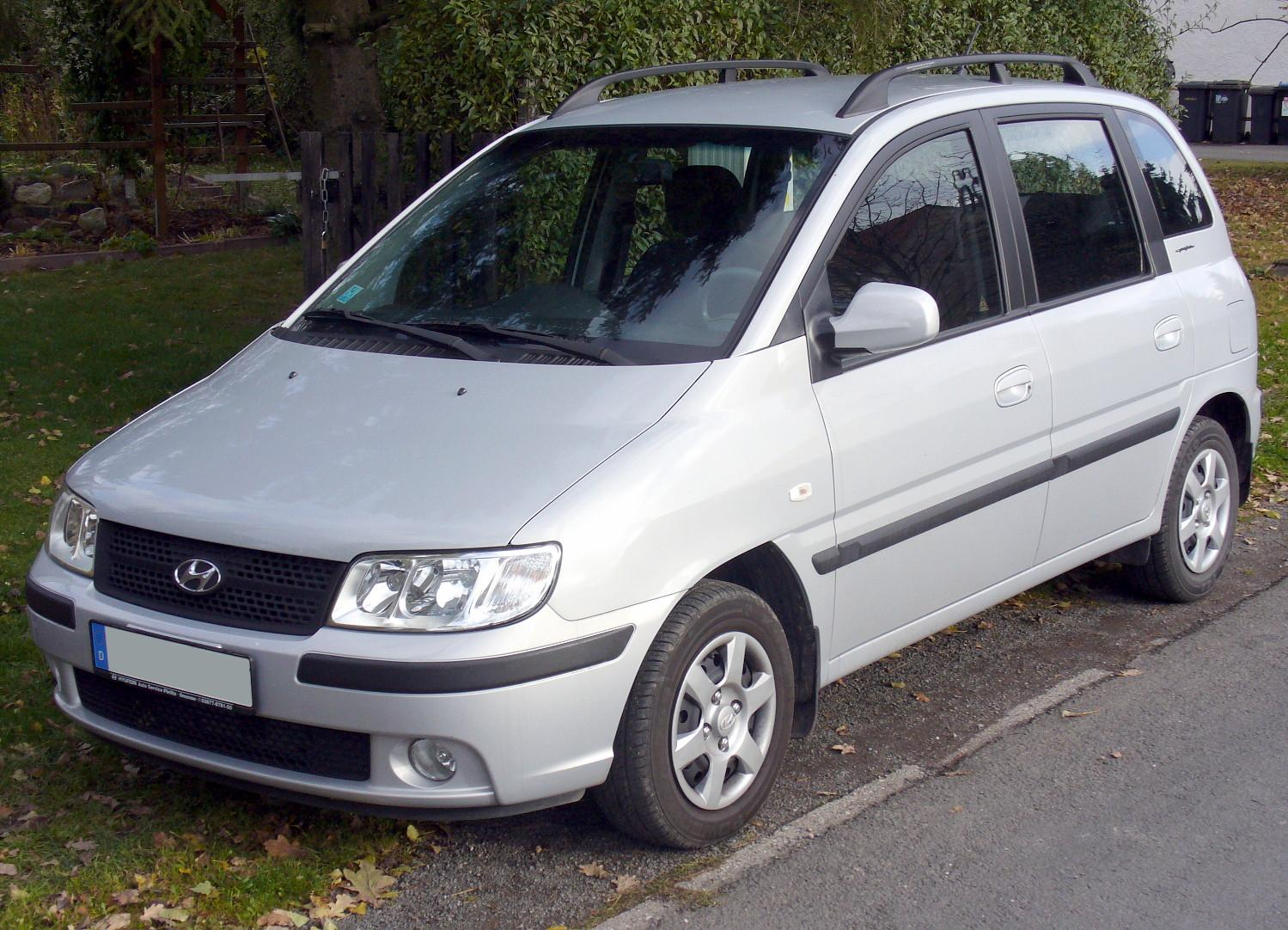
Hyundai Matrix (2005–2008)
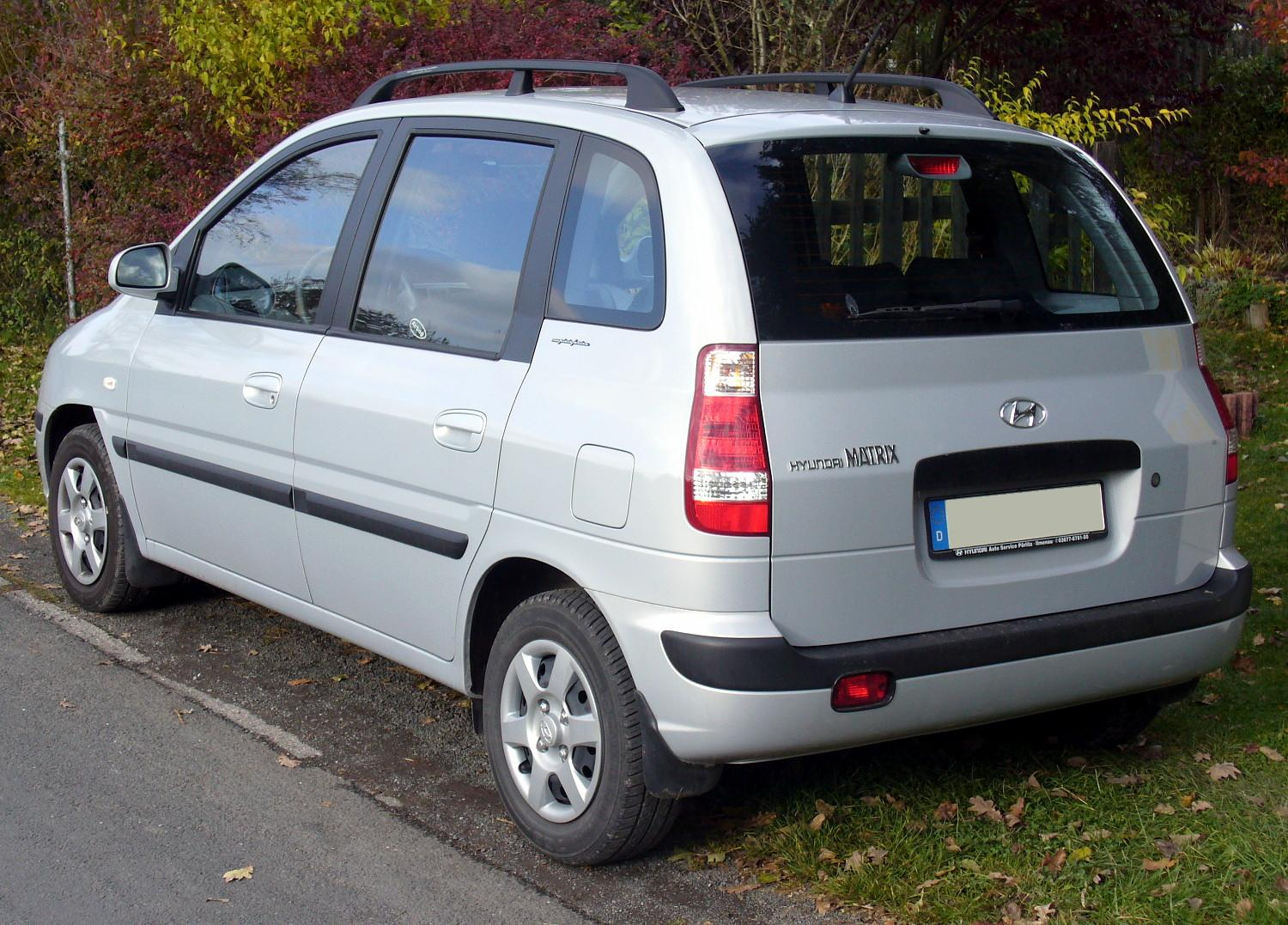
Hyundai Matrix (2005–2008)

У березні 2008 року на Женевському автосалоні була представлена наступна рейстайлінгова версія Hyundai Matrix. Найбільшим змінам піддалася передня частина автомобіля, яку зробили схожою на Hyundai i30. Також з'явилися нові колеса, виступ під заднім бічним вікном зробили менш помітним, трохи змінився інтер'єр.

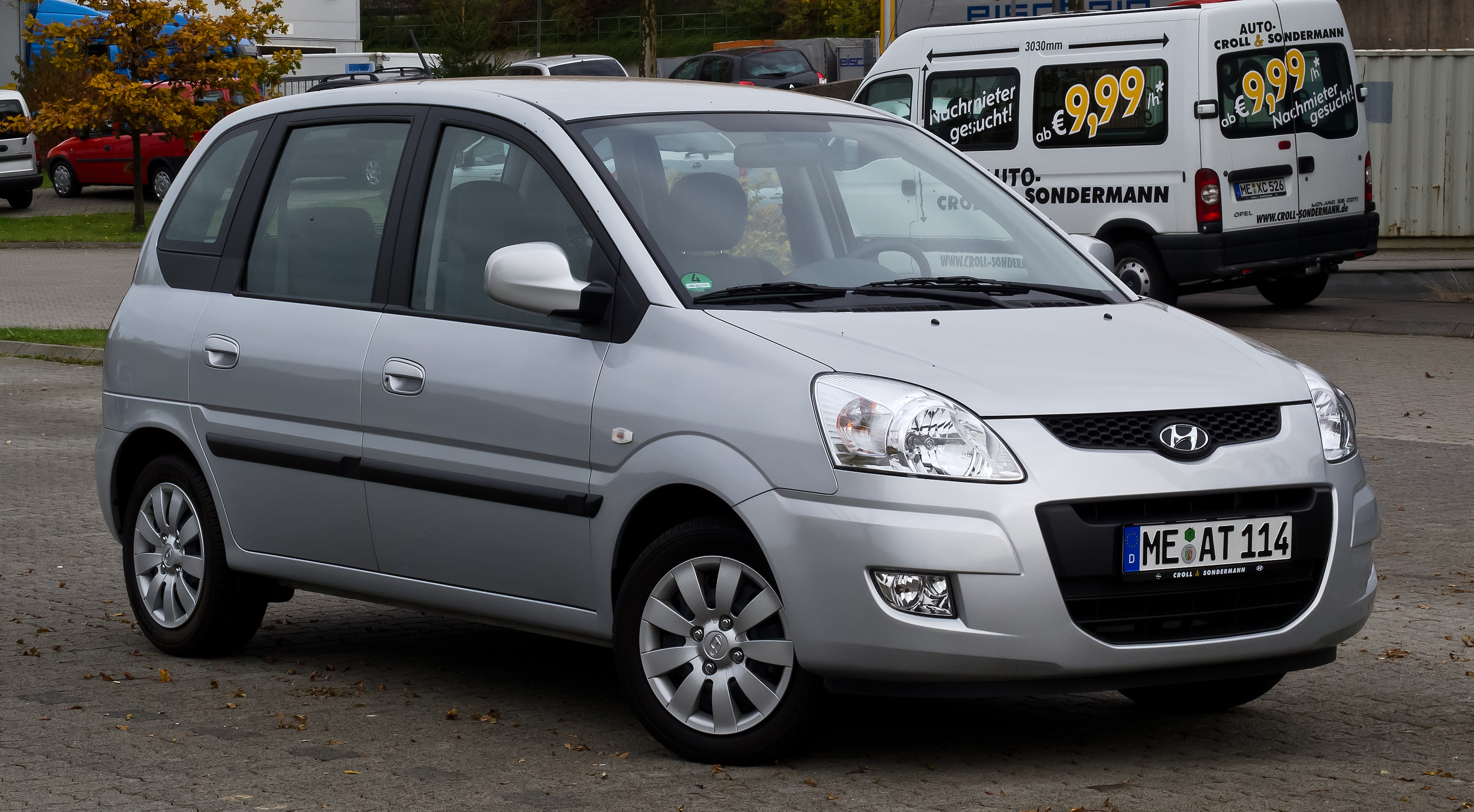
Hyundai Matrix (2008–2010)
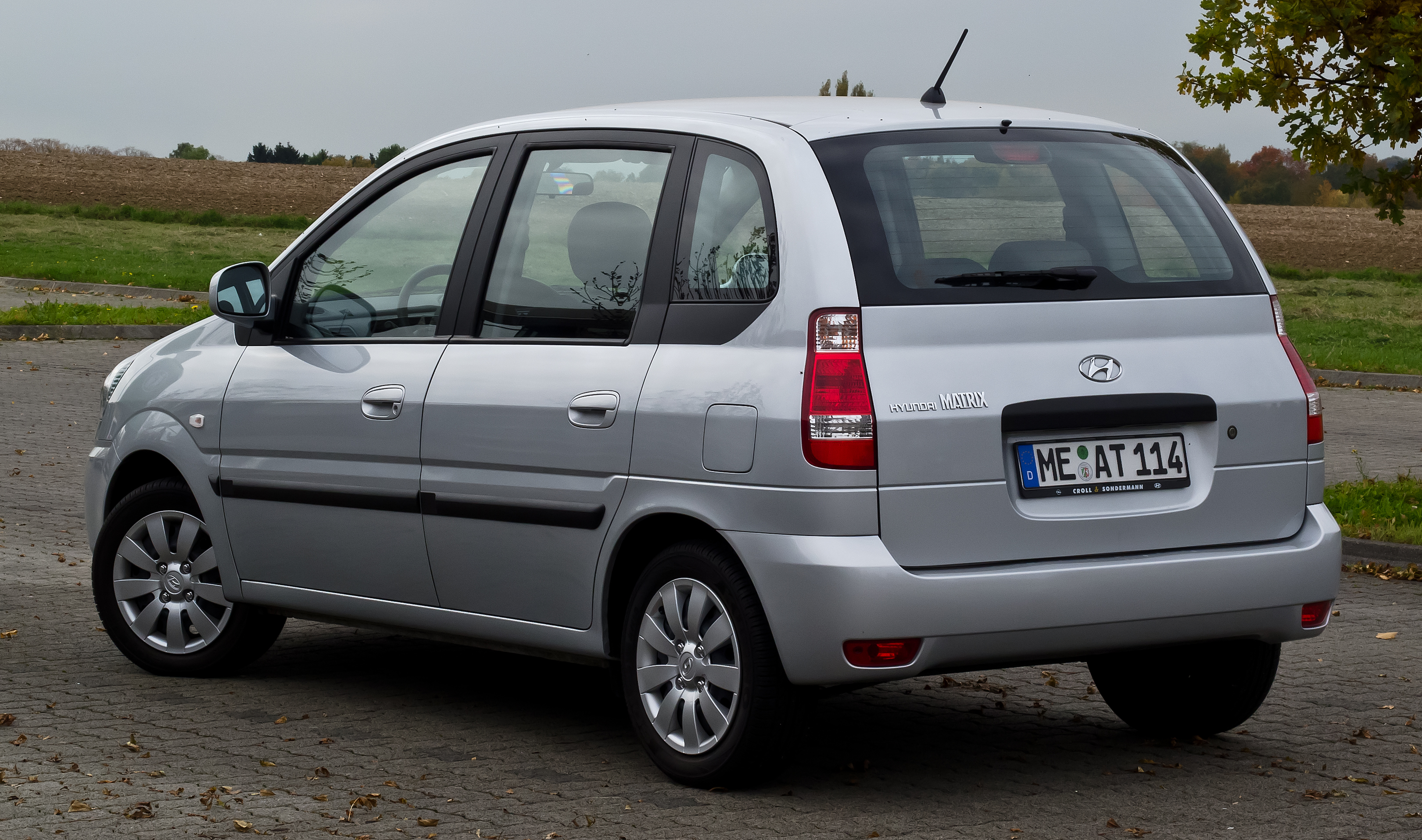
Hyundai Matrix (2008–2010)

## Двигуни
- 1.0 L Beta I4
- 1.8 L Beta I4
- 1.5 L VM R315 U-Line I3 (diesel)
- 1.5 L U-Line I4 (diesel)